# Левски (женский волейбольный клуб)
«Левски» (болг. Левски) — болгарская женская волейбольная команда из Софии. Входит в структуру волейбольного клуба «Левски-София» (болг. волейболен клуб «Левски-София»). 
В прошлом команда носила названия: «Левски» (1945—1968), «Левски-Спартак» (1968—1993), «Левски» (1993—1995), «Левски-Сиконко» (1995—2010)

## Достижения
- 28-кратный чемпион Болгарии — 1959, 1962—1967, 1970—1977, 1980, 1981, 1984, 1990, 1996—1999, 2001—2003, 2009, 2014;
  - 22-кратный серебряный призёр чемпионатов Болгарии — 1968, 1969, 1978, 1979, 1982, 1983, 1985—1989, 1991, 1992, 1994, 2004, 2015—2020, 2025;
  - 8-кратный бронзовый призёр чемпионатов Болгарии — 1961, 1993, 1995, 2008, 2010, 2012, 2013, 2024.
- 28-кратный победитель розыгрышей Кубка Болгарии — 1959—1961, 1966, 1967, 1970, 1972—1974, 1978, 1980, 1987, 1990—1992, 1994, 1997—1999, 2001—2003, 2005, 2006, 2009, 2014, 2016, 2017.
- победитель розыгрыша Кубка европейских чемпионов 1964;
  - 3-кратный серебряный (1975, 1976, 1981) и бронзовый (1974) призёр Кубка европейских чемпионов.

## История
Женская волейбольная команда спортивного общества «Левски» дебютировала в чемпионате Болгарии в 1946 году и заняла 4-е место, после чего на протяжении 12 лет участия в национальных соревнованиях высшего уровня не принимала.
В 1958 году команда «Левски» вновь среди участников чемпионата страны, а спустя год под руководством тренера Владимира Прохорова (возглавлял команду до конца 1990-х) сделала золотой дубль, выиграв чемпионат и Кубок Болгарии. С этого времени «Левски» уверенно вышел на лидирующие позиции как в болгарском, так и в европейском волейболе. С 1962 команда 6 раз подряд становилась чемпионом страны. В 1963 «Левски» вышел на европейскую арену, впервые приняв участие в розыгрыше Кубка европейских чемпионов, где дошёл до полуфинала, а в следующем году выиграл этот почётный трофей. В полуфинале главного клубного соревнования Европы 1964 года «Левски» переиграл действующего обладателя Кубка — московское «Динамо», а в финале по сумме двух матчей оказался сильнее берлинского «Динамо» 3:0 и 1:3. Победителями турнира под руководством тренера Прохорова стали Ц.Берковска (капитан команды), Я.Радева, А.Торбова, Ц.Паунова, Е.Недкова, Л.Маркова, В.Маркова, Л.Танева, Н.Александрова, В.Андонова-Чоко, Е.Дойчева и В.Найденова. В последующих трёх розыгрышах «Левски» доходил до полуфинала, но там неизменно проигрывал московскому «Динамо».
В 1968 году были объединены клубы «Левски» и «Спартак». Новая команда «Левски-Спартак» перешла под управление Министерства внутренних дел Болгарии. С 1970 объединённый коллектив 8 раз подряд первенствовал в чемпионатах Болгарии, а в 1974—1976 трижды подряд становился призёром Кубка европейских чемпионов.
В период 1978—1990 «Левски-Спартак» четырежды становился чемпионом страны и один раз — призёром Кубка чемпионов (последний успех команды в еврокубковых турнирах). В 1980 году 5 волейболисток клуба стали бронзовыми призёрами московской Олимпиады в составе сборной Болгарии — Таня Гогова, Росица Михайлова, Таня Димитрова, Галина Станчева и Сильвия Петрунова. Через год Гогова, Михайлова, Димитрова и Станчева на домашнем для Болгарии чемпионате Европы стали соавторами первой победы сборной своей страны на континентальном первенстве.
В 1993 году команда вновь называлась «Левски», а спустя два года к её имени было добавлено название её основного спонсора — строительной компании «Сиконко». В 1996—2003 «Левски-Сиконко» 7 раз выигрывала чемпионат Болгарии, лишь единожды за этот период уступив первенство своим главным соперницам из столичного ЦСКА.
В 2009 и 2014 годах «Левски» (вновь название команды с 2010) вновь выигрывал чемпионаты страны, после чего на протяжении 5 лет подряд финишировал на втором месте после пловдивской «Марицы». В 2020 было объявлено о роспуске женской команды клуба «Левски Волей».  
В 2022 году женская команда «Левски» была воссоздана и приняла участие в национальной лиге чемпионате Болгарии, заняв 5-е место. В сезоне 2024/25 «Левски» после 5-летнего перерыва дошла до финала чемпионата Болгарии, где уступила сильнейшей команде страны — пловдивской «Марице» 0-3 в серии. В розыгрыше Кубка страны «Левски» также играла в финале, проиграв в нём той же «Марице» 1:3.

## Сезон 2024—2025

### Состав
| №  | Имя, фамилия       | Год рождения | Рост | Амплуа      | Гражданство |
| -- | ------------------ | ------------ | ---- | ----------- | ----------- |
| 1  | Симона Иванова     | 2007         | 179  | центральная | Болгария    |
| 2  | Лиана Василева     | 2008         | 180  | центральная | Болгария    |
| 3  | Рая Млякова        | 2006         | 173  | нападающая  | Болгария    |
| 4  | Йоанна Божилова    | 1998         | 186  | связующая   | Болгария    |
| 5  | Дария Иванова      | 2003         | 183  | нападающая  | Болгария    |
| 6  | Божидара Арнаудова | 2007         | 176  | центральная | Болгария    |
| 7  | Габриэла Жекова    | 2007         | 182  | нападающая  | Болгария    |
| 9  | Киара Андонова     | 2006         | 174  | связующая   | Болгария    |
| 10 | Венеса Радева      | 2006         | 188  | центральная | Болгария    |
| 12 | Иванина Малинова   | 2005         | 188  | центральная | Болгария    |
| 14 | Цветомира Миткова  | 2004         | 185  | центральная | Болгария    |
| 16 | Адриана Йорданова  | 2004         | 160  | либеро      | Болгария    |
| 17 | Божидара Иванова   | 2009         | 190  | центральная | Болгария    |
| 18 | Гуадалупе Мартин   | 2002         | 180  | нападающая  | Болгария    |
| 19 | Вяра Парапунова    | 2007         | 180  | нападающая  | Болгария    |
| 20 | Микаэла Стоянова   | 2005         | 194  | нападающая  | Болгария    |
| 21 | Нэнси Нечева       | 2008         | 173  | либеро      | Болгария    |
| 22 | Сильвия Кучарска   | 1995         | 190  | связующая   | Болгария    |
| 23 | Агнешка Адамек     | 1996         | 176  | либеро      | Польша      |
| 25 | Мария Златанова    | 2006         | 185  | нападающая  | Болгария    |

- Главный тренер — Радослав Арсов.
- Тренер — Денислав Димитров.